# Bojiště (Trutnov)
Bojiště (deutsch Hohenbruck) ist ein Stadtteil von Trutnov in der tschechischen Region Královéhradecký kraj.
Hohenbruck liegt circa einen Kilometer südlich von Trutnov und ist über die Landstraße 37 zu erreichen.

## Geschichte
Nach dem Münchner Abkommen wurde Hohenbruck 1938 dem Deutschen Reich zugeschlagen und gehörte bis 1945 zum Landkreis Trautenau. 1945 kam Hohenbruck zur Tschechoslowakei zurück.

## Weblinks

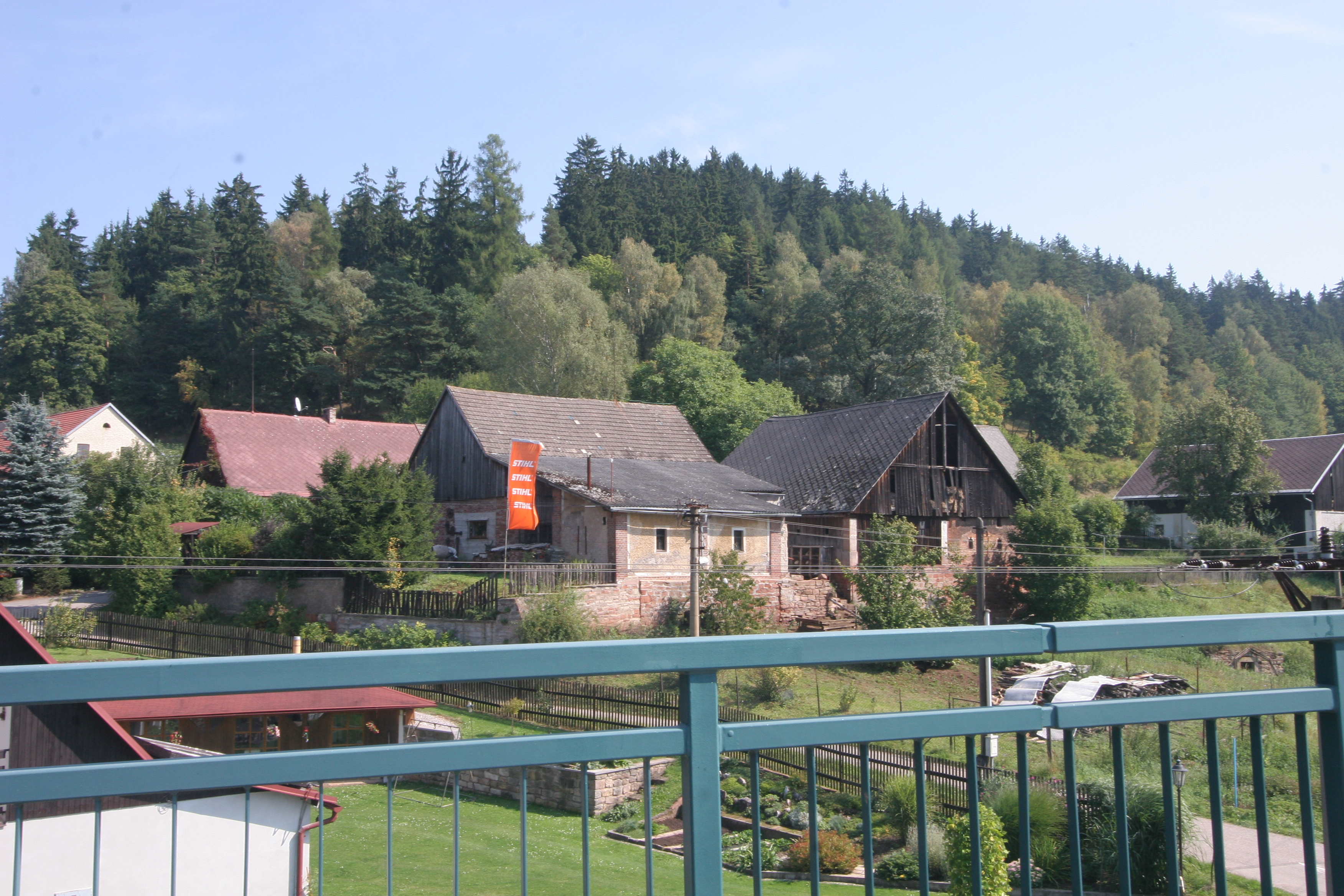
Ortsansicht